# نيان كات
نيان كات هو عنوان مقطع فيديو على اليوتيوب تم تحميله في أبريل/نيسان 2011 ثم أصبح ميم إنترنت. مزج الفيديو بين أغنية بوب يابانية للفنانة هاتسونيه ميكو مع فيلم متحرك تظهر به قطة جسدها عبارة عن قطعة حلوى تشبه البسكويت تطير في الفضاء وتترك ورائها أثر بألوان قوس قزح. وصل الفيديو للمرتبة الخامسة في أكثر مقاطع الفيديو التي تمت مشاهدتها على اليوتيوب في 2011.

## روابط خارجية
- نيان كات على موقع IMDb (الإنجليزية)
- نيان كات على موقع ديسكوغز (الإنجليزية)